# Dmine Papalić
Dmine (Dominik) Papalić  (Dominicus Papalis) (živio na prijelazu 15. u 16. st.) je bio hrvatski plemić i sakupljač kulturnog blaga iz obitelji Papalića.
Najpoznatiji je odvjetak obitelji Papalića. Veliki prijatelj Marka Marulića.
Hrvatsku ćirilicu naziva harvackim pismom.
Godine 1499. Kačići i područje Krajine (Makarsko primorje) padaju pod tursku vlast. U to vrijeme starješina Kačića je knez Juraj Marković u čijem je domu u Poljicima splitski plemić Dmine Papalić 22. listopada 1500. pronašao pronašao staru knjigu pisanu harvackim pismom a koja sadrži tzv. Hrvatsku redakciju Ljetopisa popa Dukljanina. Prepisao ga je "rič po rič", a prijepis se danas nalazi u Vatikanskoj knjižnici. Na molbu Dmine Papalića na latinski ju je 1510. preveo Marko Marulić. pod nazivom Povijest kraljeva Dalmacije i Hrvatske zajedno s poviješću pustošenja Salone (Regum Dalmatiae et Croatiae historia una cum Salonarum desolatione).
S Markom Marulićem je u Saloni prikupio i proučavao antičke natpise koje je dao uzidati u dvorište obiteljske palače. Popisavši ugrađene spomenike, Marulić toj cjelini daje ime "Papalićeva zbirka". Ta je zbirka kamenih spomenika bila ondje sve do 1885. godine, kada je veći dio prenesen u Arheološki muzej kod Srebrnih vrata.
U jednoj povijesnoj zgodi govori se o tragičnoj smrti Papalića kad je kao mladić s prijateljima Tomom Nigerom i Markom Marulićem bio u nestašnoj igri "kortiđavanja“ splitskih ljepotica.

## Vanjske poveznice
- Hrvatska kronika u Ljetopisu popa Dukljanina  Arhivirana inačica izvorne stranice od 7. lipnja 2014. (Wayback Machine) - Mužić Ivan